# Alwalton
Alwalton – wieś w Anglii, w hrabstwie Cambridgeshire, w dystrykcie Huntingdonshire. Leży 49 km na północny zachód od miasta Cambridge i 117 km na północ od Londynu.